# Roman Višňák
Roman Višňák (* 31. března 1964, Hradec Králové) je bývalý československý hokejový brankář.

## Hráčská kariéra
Je odchovancem hokejového klubu v Hradci Králové, poprvé stál na bruslích v šesti letech. V Hradci prošel postupně všemi mládežnickými týmy a již v 16 letech, v roce 1980, se představil i v 1. ČNHL za A tým mužů Stadionu. Dva roky vojny strávil v mužstvu jihlavské Dukly. Po vojně, v sezóně 1987/1988, chytal nejvyšší soutěž v dresu Pardubic, kde dělal náhradníka Dominika Haška. Brzy si však způsobil dlouhodobé poranění třísel, které se nedařilo zcela vyléčit. Vrací se proto zpátky do Hradce Králové, jeho však zdravotní problémy přetrvávají. Roku 1990 musí kvůli trvalému zranění předčasně ukončit aktivní hokejovou kariéru.

## Reprezentační kariéra
Postupně prošel všemi mládežnickými reprezentačními výběry ČSSR "16" - "20", kde se střídal s dalšími nadějnými brankáři Dominikem Haškem a Petrem Břízou.
Největší úspěchy:
- 1980 - 1. místo - Turnaj čtyř, Žilina, ČSSR - reprezentační výběr ČSSR "16"
- 1981 - 1. místo - Turnaj Družba, Zvolen, ČSSR - reprezentační výběr ČSSR "17"
- 1982 - 1. místo - Turnaj čtyř, Finsko - reprezentační výběr ČSSR "18"
- 1982 - 2. místo - MEJ ve Švédsku - reprezentační výběr ČSSR "18"
- 1984 - 3. místo - Turnaj čtyř, SSSR - reprezentační výběr ČSSR "20"

## Trenérská a manažerská kariéra
Je držitelem trenérské licence "B". Od roku 2000 do roku 2011 působil v roli generálního manažera prvoligového hokejového klubu HC Hradec Králové. Roku 2008 byl jmenován reprezentačním trenérem brankářů českého výběru U16, v roce 2009 vedl, jako trenér brankářů, reprezentační výběr U17 a v roce 2010 byl jmenován trenérem brankářů reprezentace U20. V letech 2011 - 2012 zastával funkci manažera juniorského týmu HC Lev Poprad – Tatranských Vlků. Od roku 2003 rovněž vede a trénuje spolu s Jiřím Holečkem, v největší evropské brankářské škole - Goalie Academy International. Zároveň je jedním z pěti členů brankářské komise ČSLH.